# دونالد فرانك روز
دونالد فرانك روز (بالإنجليزية: Donald Frank Rose)‏ هو كاتب العمود وصحفي وكاتب أمريكي، ولد في 29 يونيو 1890 في مقاطعة سومرست في المملكة المتحدة، وتوفي في 7 فبراير 1964 في Meadowbrook, Pennsylvania ‏ في الولايات المتحدة.